# I due marescialli
I due marescialli (pt: Os Dois Carabineiros) é um filme italiano de 1961, dirigido por Sergio Corbucci.
Estreou em Portugal a 23 de Maio de 1963.

## Sinopse
A 8 de setembro de 1943 ( dia do Armistício de Cassibile, na estação ferroviária de Scalitto,  il maresciallo dos Carabinieri Cotone (Vittorio De Sica)  surpreende o ladrão Antonio Capurro (Totò) que, disfarçado de padre, acaba de roubar a mala a um viajante. Mas enquanto Cotone deita a mão a Capurro, um bombardeamento destrói a estação e, na confusão, Capurro apodera-se da farda de Cotone e escapa. Mas não sem antes vestir a sua batina no pobre Cotone, que está inconsciente. Os dois encontrar-se-ão mais tarde.

## Elenco
- Totò: Antonio Capurro
- Vittorio De Sica: il maresciallo Vittorio Cotone
- Gianni Agus: il podestà Pennica
- Arturo Bragaglia: don Nicola
- Franco Giacobini: Basilio Meneghetti, il ladro di galline
- Elvy Lissiak: Vanda la tenutaria del bordello
- Roland von Barthrop: il comandante tedesco Kessler
- Olimpia Cavalli: Immacolata di Rosa, la fidanzata di Cotone
- Mario Laurentino: il medico
- Riccardo Olivieri: Carlo
- Inger Milton: Lia
- Bruno Corelli: l'avvocato Benegatti
- Mimmo Poli: il portalettere
- Mario De Simone: il derubato alla stazione
- Mario Castellani: il ladro
- Edgardo Siroli: un miliziano --

## Ligações Externas
- Antonio de Curtis:I due marescialli